# 威廉·華萊士

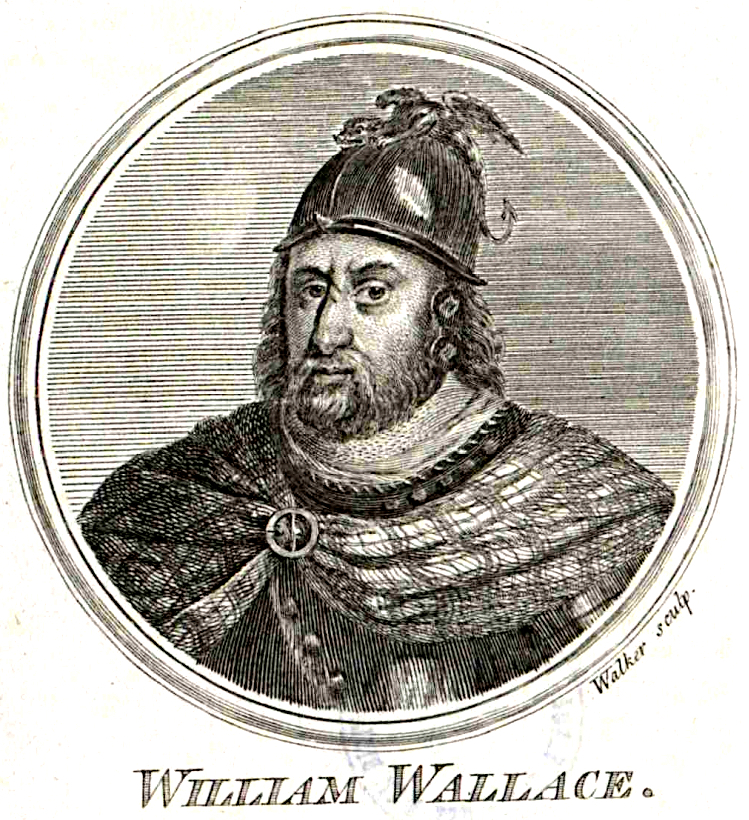
威廉·華萊士

威廉·華萊士（英語：William Wallace，苏格兰盖尔语：Uilleam Uallas；1272年—1305年8月23日），是苏格兰的骑士、貴族、民族英雄，他在苏格兰独立战争中领导了一支反抗武裝力量。
他出生于1270年代在伦弗鲁郡的埃尔德斯利的一个士绅家庭。他早年事跡甚少，而且他的生活中有很长一段时间没有可靠的史料印证。
1296年，英格兰的爱德华一世利用苏格兰的继承危机， 几个月内，苏格兰动荡不安。同年，英格蘭吞并蘇格蘭，他在一次口角后带人攻击并杀死當地治安官William de Heselrig，從此開始帶領蘇格蘭人民與英格蘭展開鬥爭，希望能脫離英格蘭的統治，有关他妻子被Heselrig杀死的说法并非史实(請參閱電影)。華勒斯與安德魯·莫瑞（Andrew Moray）聯兵在1297年的史特靈橋之役中獲得大勝利，並且成為蘇格蘭護國主（Guardian of Scotland）。之後繼續揮軍南下進攻英格蘭北部，並洗劫約克郡。在次年（1298年）的福爾柯克之役華勒斯遭到慘敗。1305年華勒斯被部下出賣，在靠近格拉斯哥的羅伯伊斯頓遭到英軍逮捕，並被交到英王愛德華一世手上，以叛國罪之名處以英式車裂之刑。
華勒斯是否有子女並無記載，但至今許多蘇格蘭華勒斯氏族出身的人都自稱是華勒斯的後代，其中包含了著名博物學家阿尔弗雷德·拉塞尔·华莱士。

## 家庭
他的父亲是艾伦华莱士。

## 人物生平
1270年左右出生于一个士绅家庭。
1297年5月，华莱士和约30名男子焚烧了拉纳克并杀死了英国治安官后，组织了平民和小地主的军队，攻击了福斯河和泰河之间的英格兰军队。
1297年9月11日，位于萨里郡伯爵约翰德瓦伦的一支英格兰军队在斯特林附近的福斯遇到他。华莱士的部队数量远远超过了英国部队数量，华莱士获得了压倒性的胜利。
1297年10月，他侵入英格兰北部并蹂躏诺森伯兰郡和坎伯兰郡。
1297年12月初回到苏格兰后，华莱士被封为骑士，并宣布王国的守护者。
1298年7月22日，华莱士的长矛兵在斯特林福尔柯克战役中被入侵苏格兰的爱德华的弓箭手和骑兵击败，军事声望一落千丈。他于同年12月辞去监护职务，并由罗伯特·德布鲁斯（后来的罗伯特国王）和约翰·科恩爵士“The Red”继任。
1299年前往法国，此后在苏格兰担任游击队领导人。
1305年8月5日，他在格拉斯哥附近被捕。被带到伦敦后，他被判为国王的叛徒，尽管如他所言，他“没有背叛过爱德华，因为我从来就不曾是他的臣民”。他被英式車裂。

## 关于他真实历史的争议
编写一份令人满意的中世纪人物传记会存在很多问题，但华莱士的问题更大。在他1297-1298的军事行动以及1305年的最后几个星期之后，对他的了解并不多。甚至近年来，连他的出生地和父亲的名字也有争议。

## 文學作品及相關電影
華勒斯也是沃爾特·司各特與珍·波特（Jane Porter）的文學作品的主題。對於華勒斯最著名的描繪就是在奧斯卡金像獎得獎史詩片裡，这是參考了威廉·華萊士史實與史詩《華勒斯》改編的美國電影，由執導、製片並主演，Randall Wallace編劇，1995年上映。此片由於衆多史實錯誤而飽受批評，但商業上仍然大大賣座，並獲得當年奧斯卡獎5個獎項。

在电影《勇敢的心》中华莱士说：
战斗，你可能会死；逃跑，至少能苟且偷生，年复一年，直到寿终正寝。你们！愿不愿意用这么多苟活的日子去换一个机会，仅有的一个机会！那就是回到战场，告诉敌人，他们也许能夺走我们的生命，但是他们永远夺不走我们的自由！

## 流行文化
在即時戰略型遊戲《世紀帝國II：帝王世紀》和《世紀帝國II：征服者入侵》中，作為教學戰役，讓玩家學習如何對此遊戲得心應手。